# Chira
Chira (лат.) — род аранеоморфных пауков из подсемейства Aelurillinae в семействе пауков-скакунов (Salticidae).

## Этимология
Название Chira род получил в честь реки в Перу — Чиры. Однако, Peckham & Peckham официально именуют род — Shira, но позже Eugène Simon изменил название.

## Виды
- Chira distincta Bauab, 1983 — Бразилия
- Chira fagei Caporiacco, 1947 — Гвиана
- Chira flavescens Caporiacco, 1947 — Гвиана
- Chira gounellei (Simon, 1902) — Бразилия, Парагвай, Аргентина
- Chira guianensis (Taczanowski, 1871) — от Перу до Гвианы
- Chira lanei Soares & Camargo, 1948 — Бразилия
- Chira lucina Simon, 1902 — Бразилия, Гвиана
- Chira micans (Simon, 1902) — Бразилия, Парагвай
- Chira reticulata (Mello-Leitão, 1943) — Бразилия
- Chira simoni Galiano, 1961 — Бразилия, Парагвай
- Chira spinipes (Taczanowski, 1871) — от Перу до Гвианы
- Chira spinosa (Mello-Leitão, 1939) — от Гондураса до Аргентины
- Chira superba Caporiacco, 1947 — Гвиана
- Chira thysbe Simon, 1902 — Бразилия, Гвиана
- Chira trivittata (Taczanowski, 1871) — от Гватемалы до Боливии typus
- Chira typica (Mello-Leitão, 1930) — Бразилия